# Provincia di Antananarivo
La provincia di Antanànarivo (Faritanin' Antananarivo in malgascio) è la più piccola, ma la più popolata provincia delle sei province del Madagascar. Ha un'area complessiva di 58.283 km² e una popolazione di 4.580.788 persone (censimento del luglio 2001). Il suo capoluogo è Antananarivo, che è anche capitale del paese. La seconda città più importante della provincia è Antsirabe.
Fino al 1975, Antananarivo e la provincia si chiamavano Tananarive. Al di fuori dei contesti formali, Antananarivo viene generalmente chiamata Tana, e talvolta (ma più raramente) questo nome abbreviato viene usato anche per designare la provincia.

## Geografia
La provincia occupa una porzione degli altopiani centrali del Madagascar; la stessa Antananarivo si trova a un'altezza media di 1450 m s.l.m. La zona orientale è ondulata, mentre quella nord-occidentale è sostanzialmente piatta. A sud, il confine è definito dalla catena montuosa di Ankaratra e dalla regione vulcanica che la circonda.
Una delle regioni più importanti della provincia è la pianura di Betsimitatatra, che si estende intorno a Tana su un'area di 300 km². Irrigata dal fiume Ikopa, Betsimitatatra è una delle aree più fertili del paese.

### Clima
Il clima è tropicale ma temperato dall'altitudine, con una media annuale di 27 °C. Nelle notti invernali la temperatura può raggiungere 0 °C (per esempio ad Antsirabe), ma in pieno giorno spesso risale fino a 25 °C. Da novembre a marzo il clima è caldo e piovoso. Le precipitazioni superano i 1.000 mm con un picco di circa 2.000 mm nella zona di Faratsiho.

## Demografia ed economia

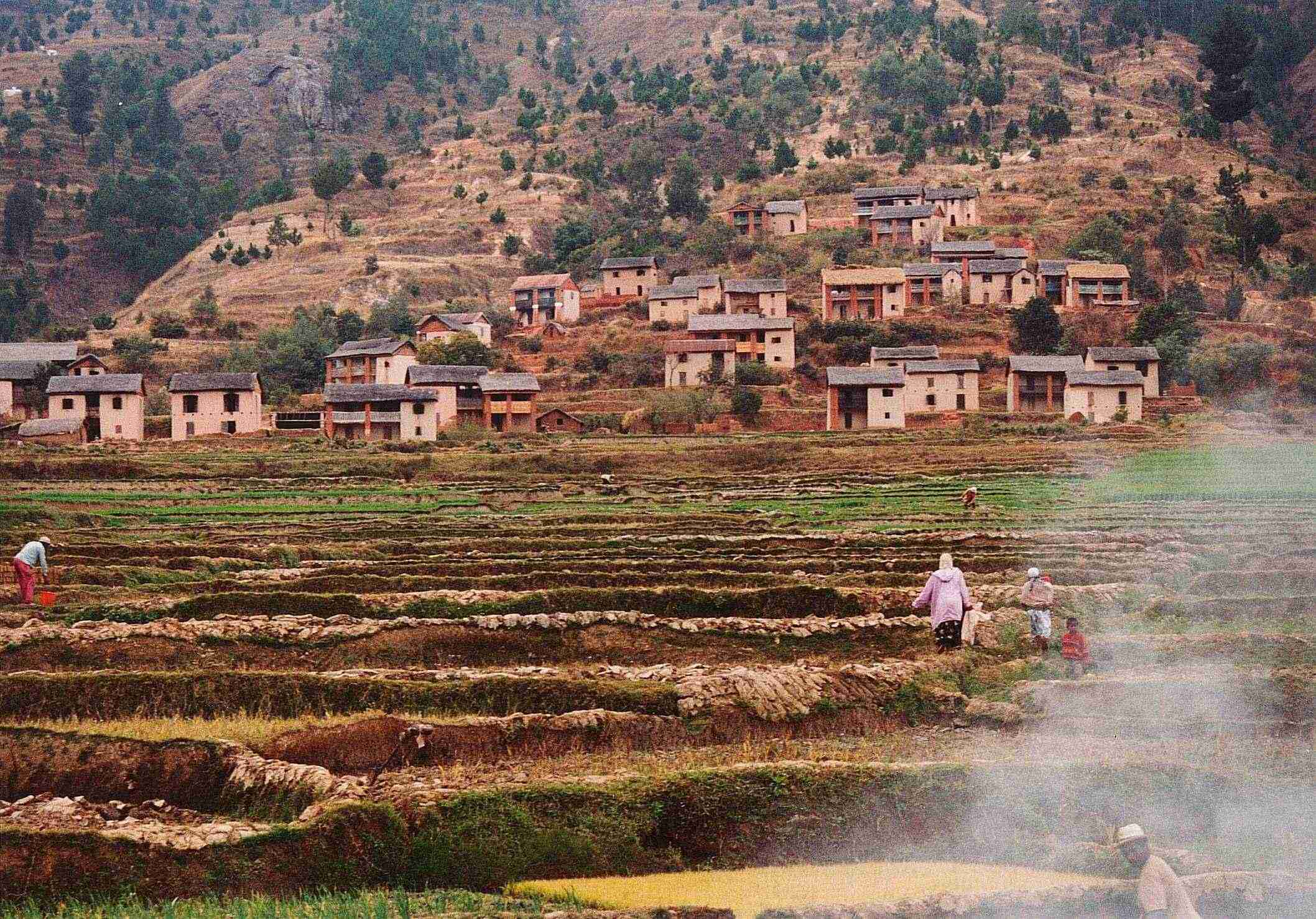
Risaie nella provincia di Antananarivo

Gli altopiani intorno a Tana sono abitati principalmente da popolazioni di etnia Merina. Il popolo Merina ebbe qui le proprie origini storiche e nella provincia si trovano i principali luoghi sacri della loro tradizione, tra cui Ambohidrabiby e Ambohimanga, a nord della capitale. Altre etnie sono rappresentate in misura minore. Tana, in particolare, è una città fortemente cosmopolita, con grandi comunità cinesi, europee e indo-pakistane (etnia Karana).
Al di fuori della capitale (in cui hanno sede tutte le principali imprese commerciali della nazione) la popolazione vive soprattutto di coltivazione (riso e numerosi legumi) e allevamento (zebù e anatre). La produzione di artigianato ha assunto un'importanza crescente con lo svilupparsi del turismo, inizialmente sviluppato soprattutto nelle zone sull'oceano (Nosy Be) ma oggi in aumento anche nell'entroterra.

## Storia
Il gruppo etnico principale della provincia, i Merina, sono un popolo di origine incerta, con elementi malesi-indonesiani e melanesiani. La provincia di Antanarivo (i cui confini sono stati fissati il 9 novembre 1946) riproduce sostanzialmente i contorni del regno Imerina dell'epoca del re Andrianampoinimerina (XIX secolo), il primo sovrano che riuscì a unificare il popolo Merina sotto la propria corona, concludendo l'opera iniziata quattro secoli prima da re come Ralambo.
I successori di Andrianampoinimerina proseguirono l'espansione del regno, con l'appoggio della Gran Bretagna, fino a fondare il Regno del Madagascar, di cui la provincia di Antananarivo era il cuore. Il regno continuò a esistere fino all'annessione del Madagascar come colonia da parte dei francesi, il 6 agosto 1896.
Nella provincia di Antananarivo si trovano moltissimi luoghi di grande importanza storica e archeologica, come Alasora e Avaradrano, entrambi nella zona di Tana. Una delle più importanti vestigia del regno Merina è il sistema di irrigazione della pianura di Betsimitatatra (iniziato nel XVII secolo e perfezionato nel XIX) che rappresenta una notevole testimonianza delle conoscenze tecniche e idrauliche di quel popolo.

## Geografia antropica

### Suddivisioni amministrative
La Provincia di Antananarivo comprende le seguenti Regioni (faritra):
| Regione        | Capoluogo       | Popolazione | Superficie (km²) |
| -------------- | --------------- | ----------- | ---------------- |
| Analamanga     | Antananarivo    | 2 811 500   | 16 911           |
| Vakinankaratra | Antsirabe       | 1 589 800   | 16 599           |
| Bongolava      | Tsiroanomandidy | 326 600     | 16 688           |
| Itasy          | Miarinarivo     | 643 000     | 6 993            |

e i seguenti Distretti (fivondronana):
1. Distretto di Ambatolampy
2. Distretto di Ambohidratrimo
3. Distretto di Andramasina
4. Distretto di Anjozorobe
5. Distretto di Ankazobe

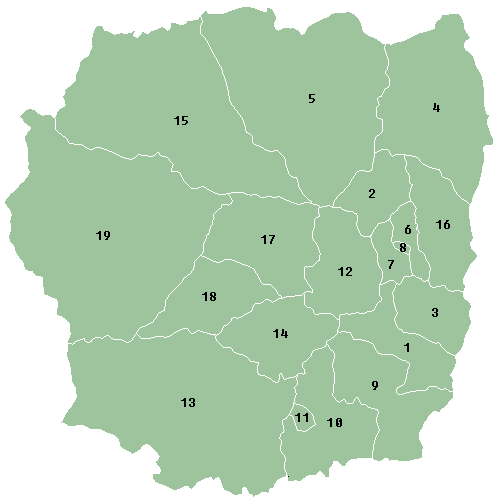
Distretti (fivondronana) della Provincia di Antananarivo.

6. Distretto di Antananarivo-Atsimondrano
7. Distretto di Antananarivo-Avaradrano
8. Distretto di Antananarivo-Renivohitra
9. Distretto di Antanifotsy
10. Distretto di Antsirabe II rurale
11. Distretto di Antsirabe I urbano
12. Distretto di Arivonimamo
13. Distretto di Betafo
14. Distretto di Faratsiho
15. Distretto di Fenoarivobe
16. Distretto di Manjakandriana
17. Distretto di Miarinarivo
18. Distretto di Soavinandriana
19. Distretto di Tsiroanomandidy